# Tüngeda
Tüngeda ist ein Ortsteil der Gemeinde Hörselberg-Hainich im Wartburgkreis in Thüringen. Der Ort ist der östlichste des Wartburgkreises und mit der urkundlichen Erwähnung von 774 das älteste Dorf der Gemeinde Hörselberg-Hainich.

## Lage
Tüngeda liegt im Nordosten des Wartburgkreises direkt an der Grenze zum Landkreis Gotha, etwa vier Kilometer nordöstlich von Behringen und neun Kilometer südlich von Bad Langensalza. Erreichbar ist Tüngeda von Westen über die Kreisstraße L2122, die im Nachbarort Reichenbach von der Bundesstraße 84 abzweigt oder von Osten über Wangenheim (ebenfalls Kreisstraße L2122). Im Südosten der Gemarkung liegt ein Teil des Stausees Wangenheim.

## Geschichte
Die Ersterwähnung von Tüngeda erfolgte 774  im Hersfelder Güterverzeichnis Breviarium Sancti Lulli als Dungede. Im Jahre 860 wurde der fränkische Adlige Erphold als erster Graf in Tonna genannt. Dieser gilt auch als Gründer und Namensgeber von Erfurt. König Ludwig der Deutsche hatte ihm den Ort übergeben. Allerdings starb das Geschlecht mit Erphold im gleichen Jahr aus. Kurz vor seinem Tod soll er seine Besitztümer im Grabfeld und im oberen Eichsfeld der Abtei Fulda und dem Hochstift Würzburg geschenkt haben. In dieser Urkunde wird auch Tüngeda (Tungide) genannt.  In einer Schenkungsurkunde vom 18. Mai 874 wird Tungide nebst anderen 116 Orten in Thüringen als dem Stift Fulda zehntpflichtig erwähnt. Erzbischof Liubert zu Mainz als auch der Abt Sigehard zu Fulda machten das Recht der Zehnterhebung für sich geltend. Den Streit darüber entschied König Ludwig der Deutsche (840–876) am Hofe zu Ingelheim zu Gunsten der Abtei Fulda.
Ab 1321 gehörte ein Teil von Tüngeda zum Besitz der Herren von Wangenheim. Den anderen Teil besaßen die Herren von Erffa, er kam erst 1580 an die Wangenheimer. Ab 1640 gehörte Tüngeda als Teil des Wangenheimschen Gerichts zum Herzogtum Sachsen-Gotha, ab 1672 zu Sachsen-Gotha-Altenburg. 1743 gelangte Obergut in Tüngeda an die Herren von Uechtritz (Fugaische Linie). 1771 erwarben diese auch das Untergut. Tüngeda gehörte ab 1826 zum Herzogtum Sachsen-Coburg und Gotha und ab 1920 zum Land Thüringen. Tüngeda war von 1922 bis 1952 Teil des Landkreises Gotha. Bei der Kreisgebietsreform in der DDR kam der Ort zum Kreis Bad Langensalza und bei der Kreisgebietsreform in Thüringen 1994 zum Wartburgkreis. Am 1. Juli 1999 erfolgte die Eingemeindung nach Behringen, welches am 1. Dezember 2007 in der Gemeinde Hörselberg-Hainich aufging. Der Ortsteil Tüngeda hatte im Jahr 2007 552 Einwohner.

## Evangelische Kirche (Gemeinde)
Die evangelisch-lutherische Kirchgemeinde Tüngeda (Pfarramt Wangenheim) hat sich zum 1. Januar 2013 mit 10 weiteren evangelischen Kirchgemeinden zur Ev. Emmausgemeinde Goldbach-Wangenheim zusammengeschlossen. Gottesdienste und Veranstaltungen finden regelmäßig statt und bereichern das dörfliche Leben (z. B. Erntedank, St. Martin, Musiknachmittage im Frühling und im Advent). Die evangelischen Christen, die im Rahmen der Umsiedlungen im nationalsozialistischen Deutschen Reich aus Bessarabien nach Tüngeda gekommen waren, haben das evangelische Leben in Tüngeda über Jahrzehnte, vor allem in der DDR-Zeit, geprägt.

## Infrastruktur
Derzeit wird der Ort durch Richtfunk Netzwerktechnik Hofmeister mit einer maximalen Bandbreite von 32.000 MBit/s versorgt. Im Sommer 2016 wurde der Ort mit VDSL bis zu 50.000 MBit/Sek. von encoLine, einem Reseller der Netkom, erschlossen. Die Deutsche Telekom bietet im Ort kein DSL an.

### Busverkehr
Nach Tüngedaverkehren die Buslinie 822 der Regionale(n) Verkehrsgemeinschaft Gotha GmbH (gehört zum Verkehrsverbund Mittelthüringen) von Gotha nach Wolfsbehringen und folgende Buslinien der Verkehrsgesellschaft Wartburgkreis mbH
| Linie | Fahrstrecke |
| ----- | --- |
| L-27  | Eisenach – Ettenhausen/N. – Bolleroda – Behringen – Tüngeda – Haina – Craula                                              |
| 822   | Gotha – Goldbach – Wangenheim – Tüngeda – Reichenbach (Hörselberg-Hainich) – Oesterbehringen – Behringen – Wolfsbehringen |

## Sehenswürdigkeiten
- Der Ort verfügt über ein repräsentatives Renaissanceschloss.
- In unmittelbarer Nähe des Schlosses befindet sich die ev. Kirche, die an Sonn- und Feiertagen für Besucher geöffnet ist.
- Die Bockwindmühle Tüngeda ist zum Mühlentag ein Magnet für Besucher.
- Die im Südosten befindliche Talsperre Tüngeda/Wangenheim wird in den Sommermonaten von Campern und Badeurlaubern geschätzt.
- Östlich von Tüngeda steht am Rand des Windparkgeländes ein „Drei-Kreise-Stein“ am Drei-Kreise-Eck – hier treffen der Unstrut-Hainich-Kreis, der  Wartburgkreis und der Landkreis Gotha zusammen.
- In Tüngeda gibt es noch den letzten Waidmühlenteich in Thüringen sowie einen weitläufigen Park am Schloss.

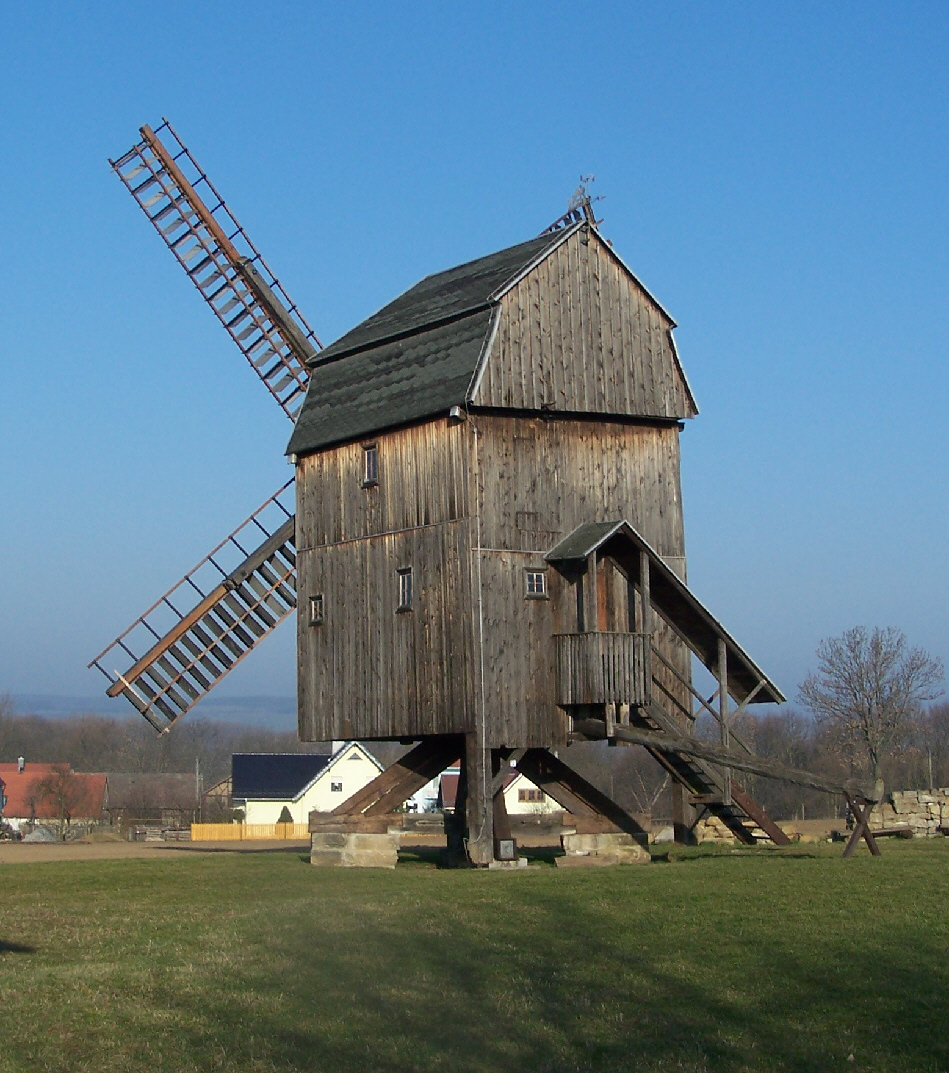
Bockwindmühle
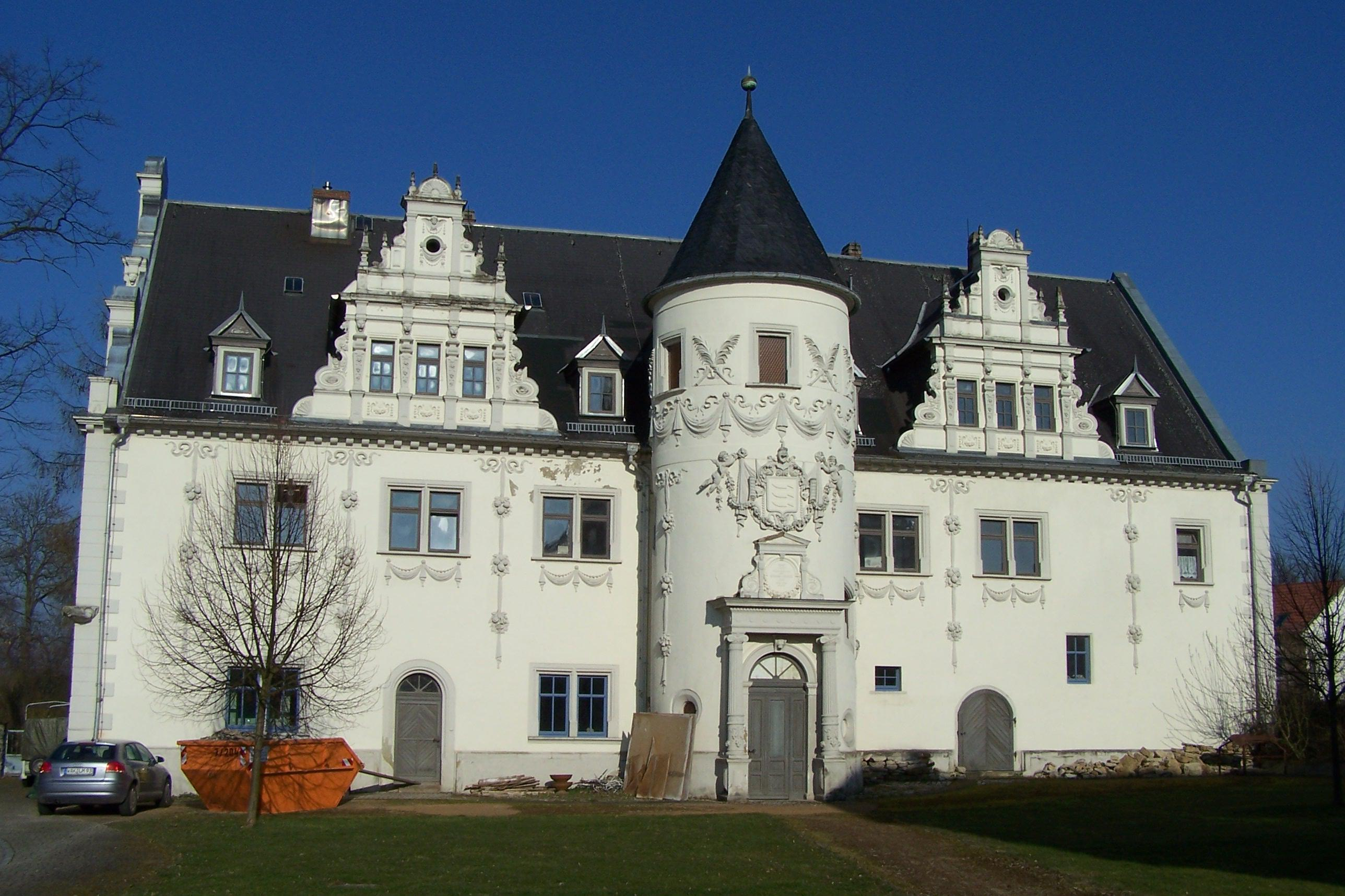
Schloss Tüngeda
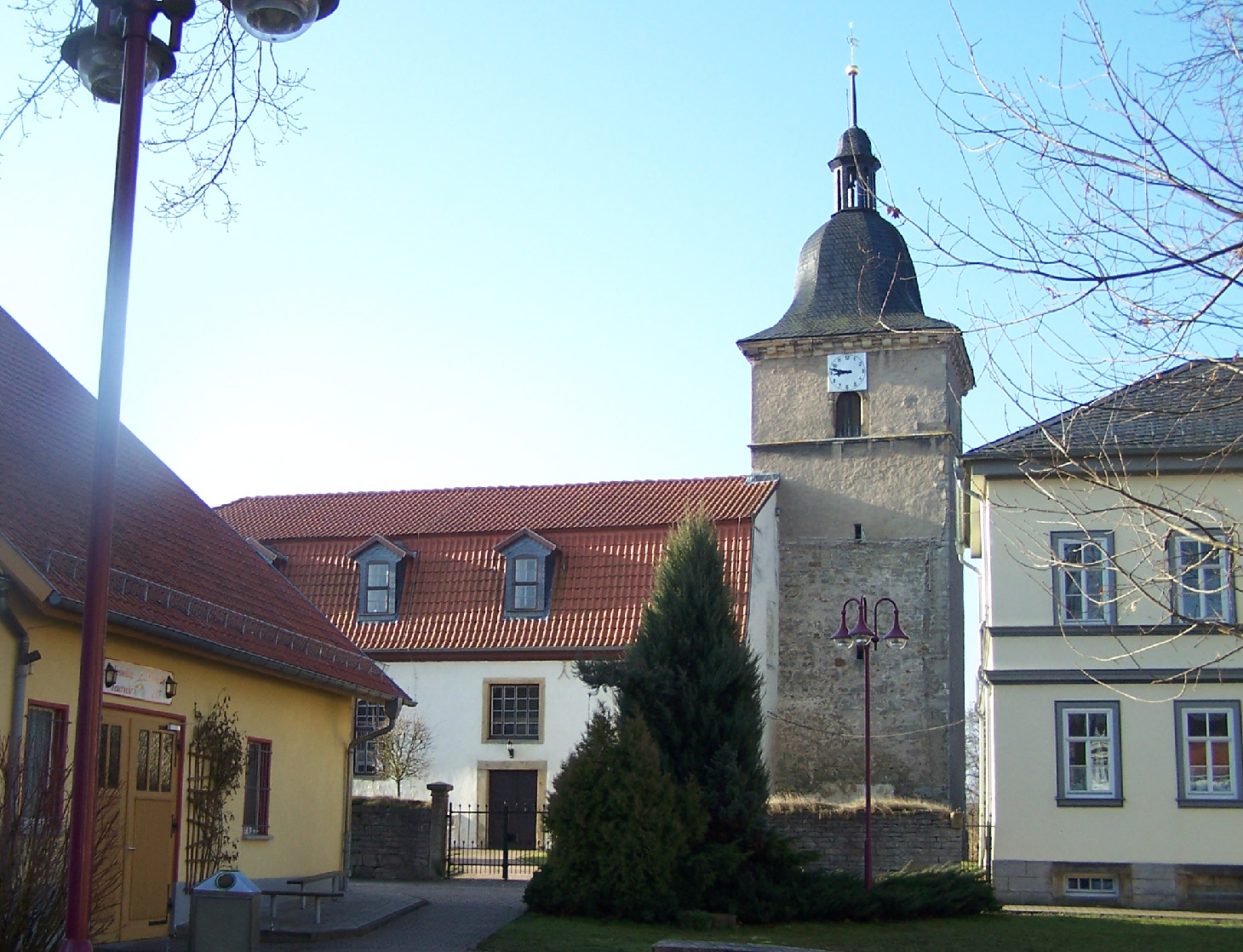
An der Kirche

## Persönlichkeiten
- Johann Christian Schleip (* 1786 in Tüngeda; † 1848 in Berlin), Klavierbauer